# 9543 Nitra
9543 Nitra è un asteroide della fascia principale. Scoperto nel 1983, presenta un'orbita caratterizzata da un semiasse maggiore pari a 3,0043862 UA e da un'eccentricità di 0,0685830, inclinata di 8,54318° rispetto all'eclittica.
L'asteroide è dedicato all'omonima località slovacca.